# Arco del Hospital (Jérica)

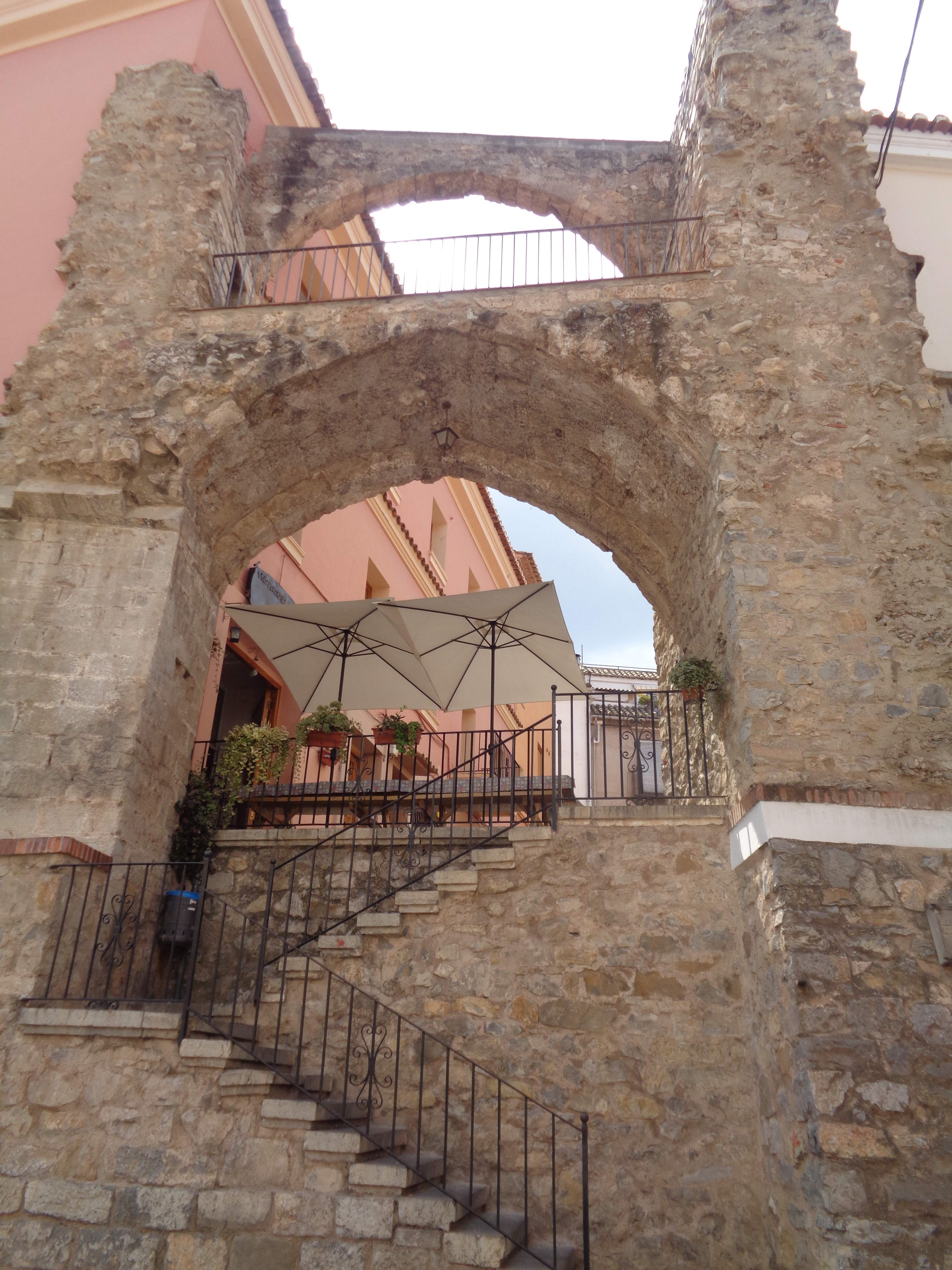
Arco del Hospital.

El arco del Hospital, situado en la calle del Rey Don Jaime en el municipio de Jérica (Provincia de Castellón, España) es una construcción del siglo XV de estilo gótico militar. Su nombre se debe a que a su lado se encontraba el antiguo hospital de la población. 
De planta rectangular, tenía acceso lateral en rampa. En la actualidad se encuentra mutilado porque fue seccionado para dar mayor amplitud a la calle al pasar por él la antigua carretera N-234. 
Todavía existen unos planos de la calle Rey D. Jaime, del siglo XIX, donde se puede ver la planta que tenía la torre de acceso.